# Messier 41
Messier 41 este un obiect ceresc care face parte din Catalogul Messier, întocmit de astronomul francez Charles Messier.